# Karen Nölle
Karen Nölle (* 3. Januar 1950 in Hamburg) ist eine deutsche Übersetzerin, Lektorin und Autorin.

## Leben
Karen Nölle wurde in Hamburg geboren. Nach Kindheitsjahren in Tiburon, Kalifornien, kehrte sie nach Hamburg zurück, wo sie bis zum Beginn des Studiums lebte. Sie studierte Anglistik, Romanistik, Germanistik und Philosophie in Hamburg, Aachen und Berkeley. Nach acht Jahren als wissenschaftliche Mitarbeiterin am Anglistischen Institut der RWTH Aachen machte sie sich 1984 als freiberufliche Übersetzerin selbstständig. Sie übersetzt Belletristik, vornehmlich von Autorinnen, aus dem Englischen verschiedener Kontinente, leitet Seminare zur Textarbeit, ist Mitbegründerin der Sommerakademie der BücherFrauen und redigiert als freie Lektorin Übersetzungen aus dem Englischen, Französischen, Niederländischen, Schwedischen und Norwegischen.
Von 2009 bis 2019 war sie Herausgeberin der edition fünf im Verlag Silke Weniger, wo seit 2010 literarische Meilensteine von Autorinnen aus aller Welt erscheinen: Romane, Erzählungen und (auto-)biografische Texte, vergessene Werke, lohnende Entdeckungen und Wiederentdeckungen aus dem deutschsprachigen Raum und anderen Ländern. Im Rahmen dieser Arbeit traf sie die Auswahl, stellte mit Kolleginnen Anthologien unter anderem zu feministischen Themen zusammen und betreute viele der Übersetzungen als Lektorin. Als Autorin schrieb sie von 1991 an Reiseführer über Korsika, einen literarischen Reiseführer über die Elbe, nebst Vor- und Nachworten zu von ihr übersetzten bzw. herausgegebenen Büchern, Vorträgen sowie Artikeln über weibliches Schreiben. Ihr 2019 erschienenes Buch »Ollis Fest« handelt von Schafen und ist ein Produkt ihrer manchmal außergewöhnlich guten Laune.
Sie ist Mitglied im Verband deutschsprachiger Übersetzer/innen literarischer und wissenschaftlicher Werke e.V. (VdÜ), bei den BücherFrauen sowie der Weltlesebühne e.V. und ist  2019 Präsidentin des Freundeskreises zur Förderung literarischer und wissenschaftlicher Übersetzungen e.V.
Karen Nölle lebt in Niederkleveez am Dieksee in der Holsteinischen Schweiz.

## Auszeichnungen
- 1991: Eva Bornemann Stipendium
- 1996: Reisestipendium des Freundeskreises zur Förderung literarischer und wissenschaftlicher Übersetzungen e.V.
- 1998: EU-Förderung für einen vierwöchigen Aufenthalt  im Europäischen Übersetzer-Kollegium Straelen
- 2008: Bücherfrau des Jahres
- 2009 und 2017: Reisestipendien des Deutschen Übersetzerfonds
- 2007, 2014, 2016, 2019, 2022: Arbeitsstipendien des Deutschen Übersetzerfonds
- 2021: extensiv initiativ Stipendium des Deutschen Übersetzerfonds
- 2024: Kurd-Laßwitz-Preis in der Kategorie Übersetzung (gemeinsam mit Matthias Fersterer und Helmut W. Pesch)

## Übersetzungen in Auswahl
- Andrea Barrett: Jenseits des Nordmeers, Claassen 1999; als Die Reise der Narwhal,		Unionsverlag 2021
- Andrea Barrett: Schiffsfieber, Claassen 2000 und Unionsverlag 2022
- Andrea Barrett: Die Luft zum Atmen, Dörlemann 2008 und Unionsverlag 2022
- Annie Dillard: Am Rand der Neuen Welt, Klett-Cotta 1994
- Annie Dillard: Der freie Fall der Spottdrossel, Klett-Cotta 1996, neu bearbeitet, mit Nachwort, als Pilger am Tinker Creek, Matthes & Seitz 2016
- Annie Dillard: Einen Stein zum Sprechen bringen, Matthes & Seitz 2022
- Patricia Duncker: Die Germanistin, Berlin Verlag 1997
- Tony Earley: Jim Glass, Klett-Cotta 2001
- Tony Earley: Eine Familie, irgendwie, Klett-Cotta 2003
- Janet Frame: Dem neuen Sommer entgegen, mit einem Nachwort: „Anmerkungen zur Übersetzung“, Verlag C.H. Beck 2010
- Mary Gaitskill: Im Spiegel der Anderen, Rowohlt 1992
- Megan Hunter: Vom Ende an, Verlag C.H. Beck 2017
- Ursula K. Le Guin: Freie Geister, mit Nachwort: »Eine Idee, eine Hoffnung, ein Wagnis«, Fischer TOR 2017
- Ursula K. Le Guin: Die Erdsee-Trilogie: Der Magier von Erdsee, Die Gräber von Atuan; Das fernste Ufer, Fischer Tor 2018
- Ursula K. Le Guin: Das Wort für Welt ist Wald und Die Überlieferung im Band Grenzwelten, Fischer TOR 2022
- Ursula K. Le Guin: Die linke Hand der Dunkelheit, Fischer TOR 2023
- Doris Lessing: Unter der Haut, Hoffmann und Campe, 1994
- Audre Lorde: Zami. Eine neue Schreibweise meines Namens, Orlanda 1986; neu bearbeitet, Unrast 2012; neu überarbeitet, Hanser 2022
- Alice Munro: Glaubst du, es war Liebe? Klett-Cotta 1991, überarbeitet S. Fischer 2014
- Alice Munro: Offene Geheimnisse, Klett-Cotta 1996, überarbeitet S. Fischer 2014
- Adaobi Tricia Nwaubani: Die meerblauen Schuhe meines Onkels Cash Daddy, dtv 2011
- Maggie Shipstead: Leichte Turbulenzen bei erhöhter Strömungsgeschwindigkeit, dtv 2013, TB 		2022
- Maggie Shipstead: Dich tanzen zu sehen, dtv 2015
- Barbara Trapido: Jonglieren Berlin Verlag 1997; überarbeitet edition fünf 2013
- Barbara Trapido: Tempel des Entzückens, Berlin Verlag 1998
- Eudora Welty: Vom Wagnis, die Welt in Worte zu fassen, edition fünf 2011
- Zoë Wicomb: In Kapstadt kannst du nicht verloren gehen, Lamuv 1997
- div. Aufsätze und Erzählungen von Ama Ata Aidoo, Xam Wilson Cartier, Louise Erdrich, Janet Frame, Marita Golden, Alison Hennegan, Cora Kaplan, Ursula K. Le Guin, Sara Maitland, Helen Shulman, Emma Tennant, Lynne Tillman, Virginia Woolf u. a. m.
- div. Kinder- und Jugendbücher
- div. Bücher als Mitübersetzerin u. a. von Paula Fox, James Meek, Alice Walker

## Eigene Werke
- Die Elbe, ein literarischer Reisebegleiter von der Mündung bis ins Riesengebirge, Klett-Cotta 1999
- Korsika, verschiedene Reiseführer bei  Marco-Polo, RTB Dumont und Dumont direkt 1991 bis 2012
- Ollis Fest. Eine Tiergeschichte, edition fünf 2019

## Herausgeberschaft
- Mit verschärftem Blick. Feministische Literaturkritik, Verlag Frauenoffensive 1987
- Zukunft, gibt’s die? Feministische Visionen der neunziger Jahre, Verlag Frauenoffensive 1989
- Eigenmächtig. Entwürfe gegen den Zeitgeist, gemeinsam mit Lydia Willkop, Verlag Frauenoffensive 1990
- Heldinnen des Glücks. Sieben Geschichten vom Aufbruch, gemeinsam mit Christine Gräbe, edition fünf 2010
- Ein Haus mit vielen Zimmern. Autorinnen erzählen vom Schreiben, gemeinsam mit Sophia Jungmann, edition fünf 2015